# Антони, Матео
Мате́о Антони Паво́н (исп. Mateo Antoni Pavón; род. 22 апреля 2003, Пунта-дель-Эсте, Мальдонадо) — уругвайский футболист, защитник клуба «Пеньяроль».

## Клубная карьера
Антони — воспитанник столичного клуба «Насьональ». В начале 2023 года Матео на правах аренды перешёл в столичный «Ливерпуль». 18 марта в матче против «Монтевидео Сити Торке» он дебютировал в уругвайской Примере.

## Международная карьера
В 2023 году в составе молодёжной сборной Уругвая Антони принял участие в молодёжном чемпионате Южной Америки в Колумбии. На турнире он сыграл в матчах против сборных Боливии, Венесуэлы, Бразилии и дважды Эквадора.
В том же году Антони стал победителем молодёжного чемпионата мира в Аргентине. На турнире он был запасным и на поле не вышел.

## Достижения
Международные
 Уругвай (до 20)
- Победитель молодёжного чемпионата мира — 2023